# Hymenaster bartschi
Hymenaster bartschi är en sjöstjärneart som beskrevs av Fisher 1916. Hymenaster bartschi ingår i släktet Hymenaster och familjen knubbsjöstjärnor.
Artens utbredningsområde är Filippinerna. Inga underarter finns listade i Catalogue of Life.